# Night Stage to Galveston
Night Stage to Galveston è un film del 1952 diretto da George Archainbaud.
È un western statunitense a sfondo musicale con Gene Autry.

## Produzione
Il film, diretto da George Archainbaud su una sceneggiatura di Norman S. Hall, fu prodotto da Armand Schaefer per la Gene Autry Productions e girato nell'Iverson Ranch a Chatsworth, Los Angeles, California, nel settembre 1951.

## Distribuzione
Il film fu distribuito negli Stati Uniti dal 18 marzo 1952 al cinema dalla Columbia Pictures.

## Promozione
Le tagline sono:
- Gene's heading the rangers...tailing and nailing down a gang of crooked cops!
- GENE'S HEADING THE RANGERS ON THE TRAIL OF A NEW KIND OF CRIME!
- Gene's making crooks go straight -- straight into a ranger trap!
- He's locking up those crooked cops and throwing the keys away!
- He's riding herd on the killers who tried to take Texas for a ride!